# Poleana, Svaleava
Poleana (în ucraineană Поляна) este localitatea de reședință a comunei Poleana din raionul Svaleava, regiunea Transcarpatia, Ucraina.

## Demografie
Componența lingvistică a localității Poleana
     Ucraineană (97,38%)
     Rusă (1,75%)
     Alte limbi (0,41%)
Conform recensământului din 2001, majoritatea populației localității Poleana era vorbitoare de ucraineană (97,38%), existând în minoritate și vorbitori de rusă (1,75%).